# Boccola

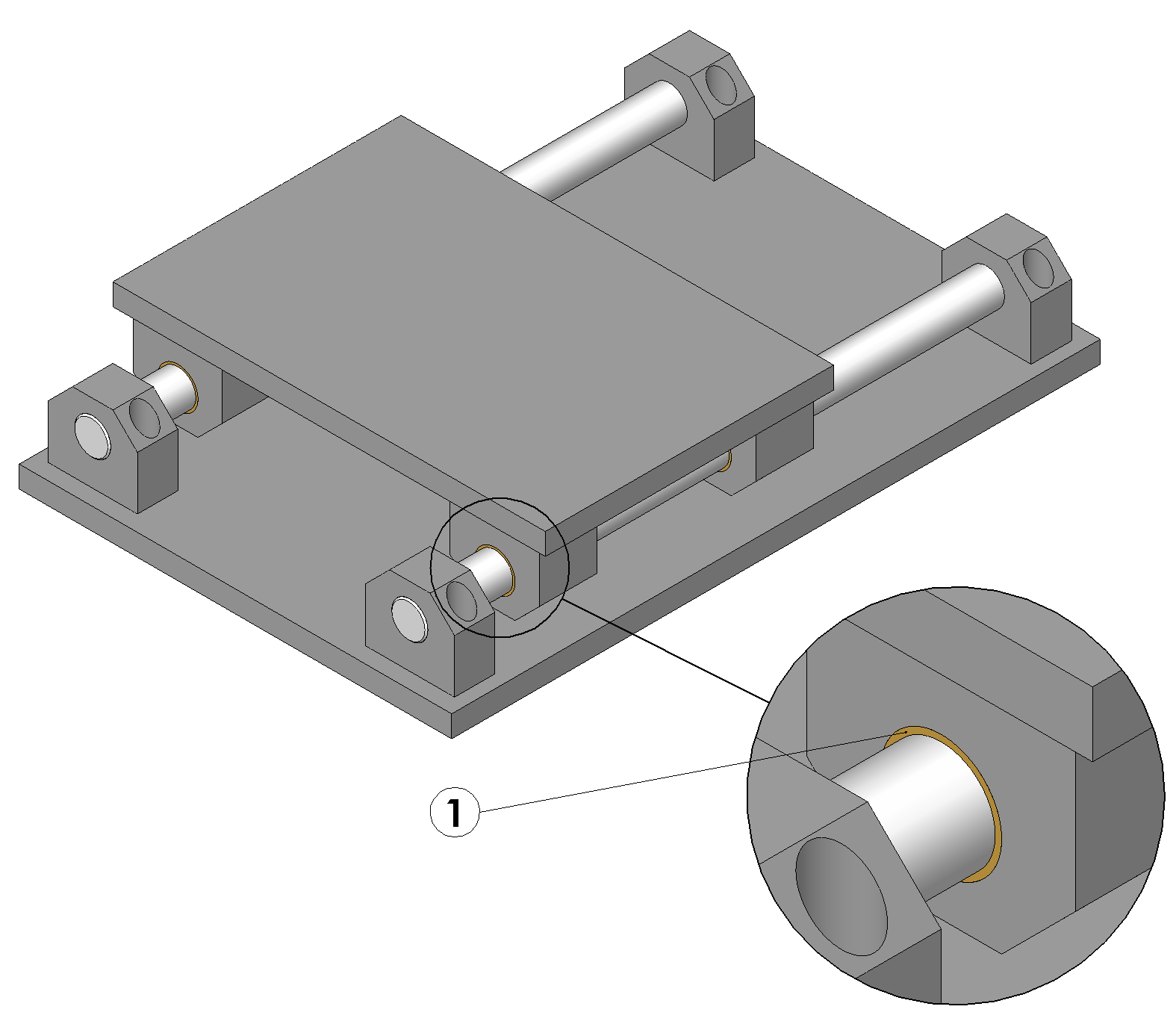
1: Boccola di un albero di scorrimento

La boccola, in meccanica è un anello cilindrico con una foratura passante, costituita da un unico pezzo o da due parti, che funge da supporto ad un perno di un albero.
Il suo scopo è quello di sopportare il perno e di permetterne la rotazione o traslazione all'interno del suo alloggiamento, infatti la boccola, generalmente, viene costruita in bronzo o altri materiali a basso coefficiente di attrito.
Il lubrificante, grasso o olio, gioca un ruolo fondamentale in quanto la rotazione del perno all'interno del foro provoca frizioni e surriscaldamenti.
Nel caso di errate o assenti lubrificazioni è possibile che si verifichino dei grippaggi tra il perno e l'alloggiamento della boccola.
La bronzina presente nel cappello della biella (sull'occhio di biella) è un particolare tipo di boccola costruita in 2 semi gusci: permettono la rotazione della biella rispetto al perno di manovella, abbassando notevolmente le usure.
La boccola può essere considerata come il tipo di cuscinetto più semplice.

## Descrizione

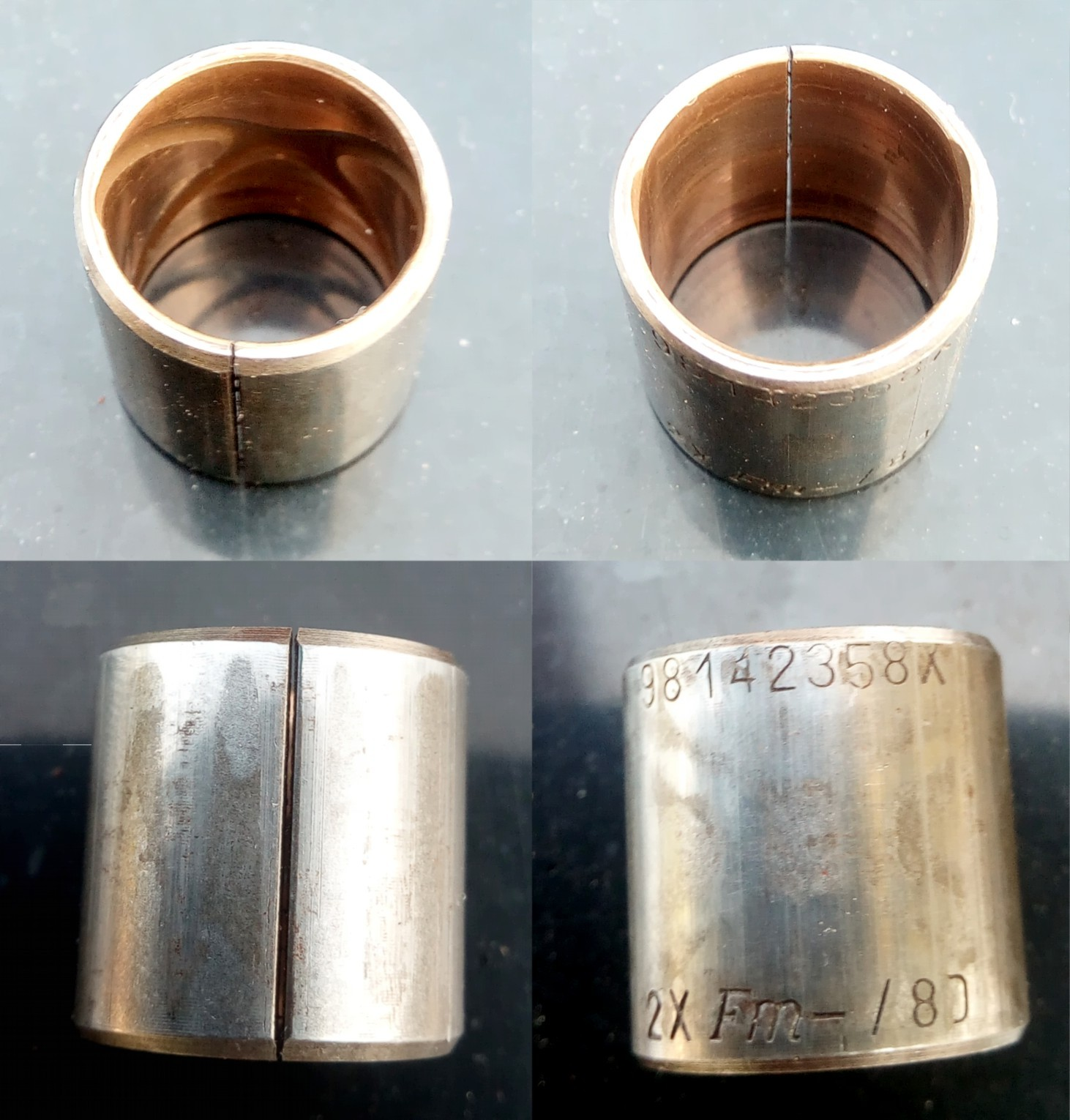
Boccola di una frizione

Le boccole possono essere create in varie forme:
- Cilindrica
- Cilindrica flangiata
- Ralla
- Piana/nastro

Le boccole possono essere realizzate in vari metalli:
- Bronzo
- Bronzo fosforoso
- Acciaio
- Per sinterizzazione, generalmente da polvere di ferro o bronzo
- Bimetalliche, generalmente acciaio e bronzo o acciaio con una lega di alluminio-stagno
- Bussole autolubrificanti, in genere sono in metallo poroso e vengono preimpregnate con sostanze come il PTFE o grafite
- Plastica, nel caso d'applicazioni non gravose
- Rivestite in resina acetalica

Alcune boccole sono provviste lungo la loro superficie di diversi inserti sferici, in modo da funzionare come le gabbie a sfere.

## Lubrificazione

Due esempi di lubrificazione per boccole

L'attrito della rotazione porta all'usura della boccola stessa, anche in presenza di lubrificante, con conseguente ovalizzazione. Per ridurre questo fenomeno si può utilizzare la lubrificazione forzata in modo che il perno galleggi nella boccola senza toccare la parete interna, oppure in alternativa, il cuscinetto a strisciamento o a rotolamento.

## Accorgimenti

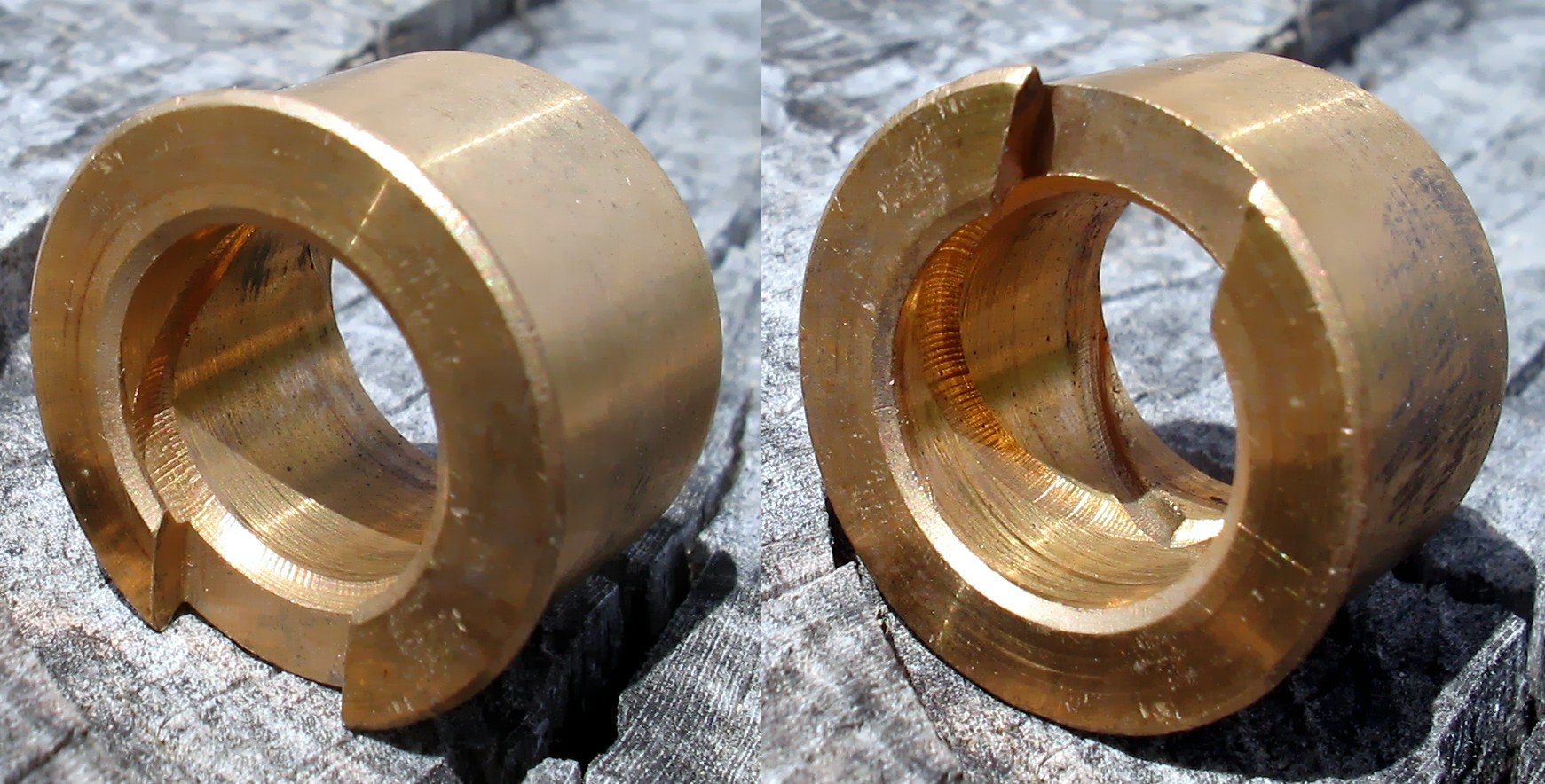
Boccola flangiata con spirale

In alcune applicazioni, come alcuni ingranaggi del cambio, queste boccole presentano dei fori che servono per raccogliere più lubrificante e per disperderlo più omogeneamente, mentre quelle adibite per alcuni alberi presentano una spirale, in modo da sfruttare la rotazione dell'albero per distribuire l'olio da un lato all'altro. L'unica limitazione è data dal fatto che ciò porta ad una riduzione della sua resistenza meccanica, per questo viene generalmente relegato agli ingranaggi del cambio.

## Applicazioni
Questo componente può essere utilizzato in molte applicazioni:
- Supportare un albero motore
- Dentro un cambio, per alcuni ingranaggi
- Forcelle telescopiche
- Alberini
- Tiranti
- Barre antirollio e sospensioni, tra perni e parti di telaio
- Alberi o assi rotanti in generale
- Alberi o assi telescopici
- Guida punta nelle maschere di foratura
- nei punti di snodo della macchine da lavoro
- montate internamente o esternamente al cilindro idraulico[2]